# ドゥ・グリソゴノ
ドゥ・グリソゴノ（De Grisogono）は、スイスに存在する高級宝飾ブランドである。1993年にレバノン系イタリア人でジュエラーのファワズ・グルオジがスイスのジュネーヴに初めてのブティックを開いた。大量生産を行わないため、コレクターたちに注目されていた。
日本では、ムラキが代理店を務めていたが2019年末で取り扱いを中止した。
2000年にブランド初となるTIMEPEACEの腕時計「InstrumentoN°Uno」を発表し、代表モデルとなった。その他にも、「ALLEGRAWATCH」や「TONDO TOURBILLION」等が代表モデルである。
しかし、2012年にグルオジが所有していた株式の大半を手放し、アンゴラの資産家で、ジョゼ・エドゥアルド・ドス・サントス大統領の娘でもあるイザベル・ドス・サントスらが株式を購入してアンゴラ産のダイヤモンドの加工を発注した。